# نیما جعفری جوزانی
نیما جعفری جوزانی (زادهٔ ۲۱ فروردین ۱۳۶۰) تدوین‌گر اهل ایران است.

## فیلم‌شناسی

### تدوین
- آریاشهر دو نفر (۱۴۰۲)
- بی‌گناه (۱۴۰۱)
- آخرین تولد (۱۴۰۰)
- هم‌گناه (۱۳۹۹)
- هفت و نیم (۱۳۹۸)
- مردن در آب مطهر (۱۳۹۸)
- مطرب (۱۳۹۷)
- ساخت ایران ۲ (۱۳۹۶)
- چهارراه استانبول (۱۳۹۶)
- لونه زنبور (۱۳۹۶)
- بارکد (۱۳۹۴)
- حکایت عاشقی (۱۳۹۳)
- عصر یخبندان (۱۳۹۳)
- خط ویژه (۱۳۹۲)
- ضد گلوله (۱۳۹۰)
- بعد از ظهر سگی (۱۳۸۸)

### بازیگر
- یک مرد یک خرس (۱۳۷۱)
- سایه خیال (۱۳۶۹)

## جوایز
- برنده سیمرغ بلورین بهترین تدوین برای فیلم عصر یخبندان در سی و سومین دوره جشنواره فیلم فجر (۱۳۹۳)